# 馬納納 (明尼蘇達州)
馬納納（英語：Manannah）是位於美國明尼蘇達州米克縣馬納納鎮區的一個非建制地區。

## 歷史
馬納納的郵局於1871年成立，其後於1907年停運。此地得名自蘇格蘭同名市鎮。

## 地理
馬納納所處的海拔為高於海平面352米（即1155英呎），而該地所採用的時區為UTC-6，即北美中部時區（CST）。同時該地設有夏令時間，為UTC-6調快一小時，即UTC-5（CDT）。